# Le Musée de l'innocence
Le Musée de l'innocence (Masumiyet Müzesi en turc) est un roman de l'écrivain turc Orhan Pamuk, publié en 2008 à Istanbul.
Cette œuvre du lauréat du prix Nobel de littérature 2006 est traduite en français par Valérie Gay-Aksoy en 2011 aux éditions Gallimard.

## Résumé
Histoire banale en apparence : Kémal, jeune héritier d'une famille d'industriels stambouliotes, devait épouser Sibel, fille de diplomate turc, mariage qui convient fort bien aux deux familles. Mais le Malin qui brouille les destins et mélange les cartes fait qu'il entre dans une boutique pour acheter un sac et reste fasciné par Füsun, la belle vendeuse, qui est en plus une cousine éloignée. C'est le coup de foudre, mais ce malappris de Kémal veut tout : la respectabilité du mariage avec Sibel et la passion amoureuse avec Füsun sa maîtresse. Il en est ainsi dans les sociétés étouffées par les convenances et Pamuk s'y connaît en matière de dénonciation des tares de la société turque. 
Füsun ne l'entend pas ainsi et elle disparaît après les fiançailles de Kemal et de Sibel. Kemal part à sa recherche à travers maintes aventures initiatiques, retrouvailles brûlantes, infidélités, rumeurs, dans les méandres stambouliotes de la Corne d'Or, Beyoglu et Nisantasi.
Mais pour lui, il est trop tard et il se console en devenant cleptomane et fétichiste, en réunissant comme dans un musée tous les objets lui rappelant Füsun qu'il peut trouver, le « musée de l'innocence » diffusant toute une généalogie dont il demandera à un certain Orhan Pamuk, personnage du roman, de les préciser.

## Thèmes
Dans ce roman, Pamuk pastiche avec une virtuosité qui n'appartient qu'à lui, les romans à l'eau de rose dégoulinant de mièvrerie et le cinéma turc des années 1970 (Yesilcam) dans le charme désuet d'Istanbul.
L'auteur dévoile aussi dans ce roman certains aspects de la vie de la société stambouliote dans les années 1970-1980, l'écart entre l'importance des traditions et les aspirations modernistes tournées vers l'Europe et y mêle des références aux évènements historiques ayant bousculé la Turquie au cours de cette période.
L'auteur met également en avant une pathologie mentale ; la syllogomanie, dont souffre le héros. Le déclencheur de cette pathologie étant la recherche d'un lien affectif, un contact ou tout autre lien (géographique ou autre) entre l'objet et la femme qu'il aime. La description de cette pathologie, associant cleptomanie, mensonges, manipulation est superbement mise en scène tout au long du roman.

## Un véritable musée

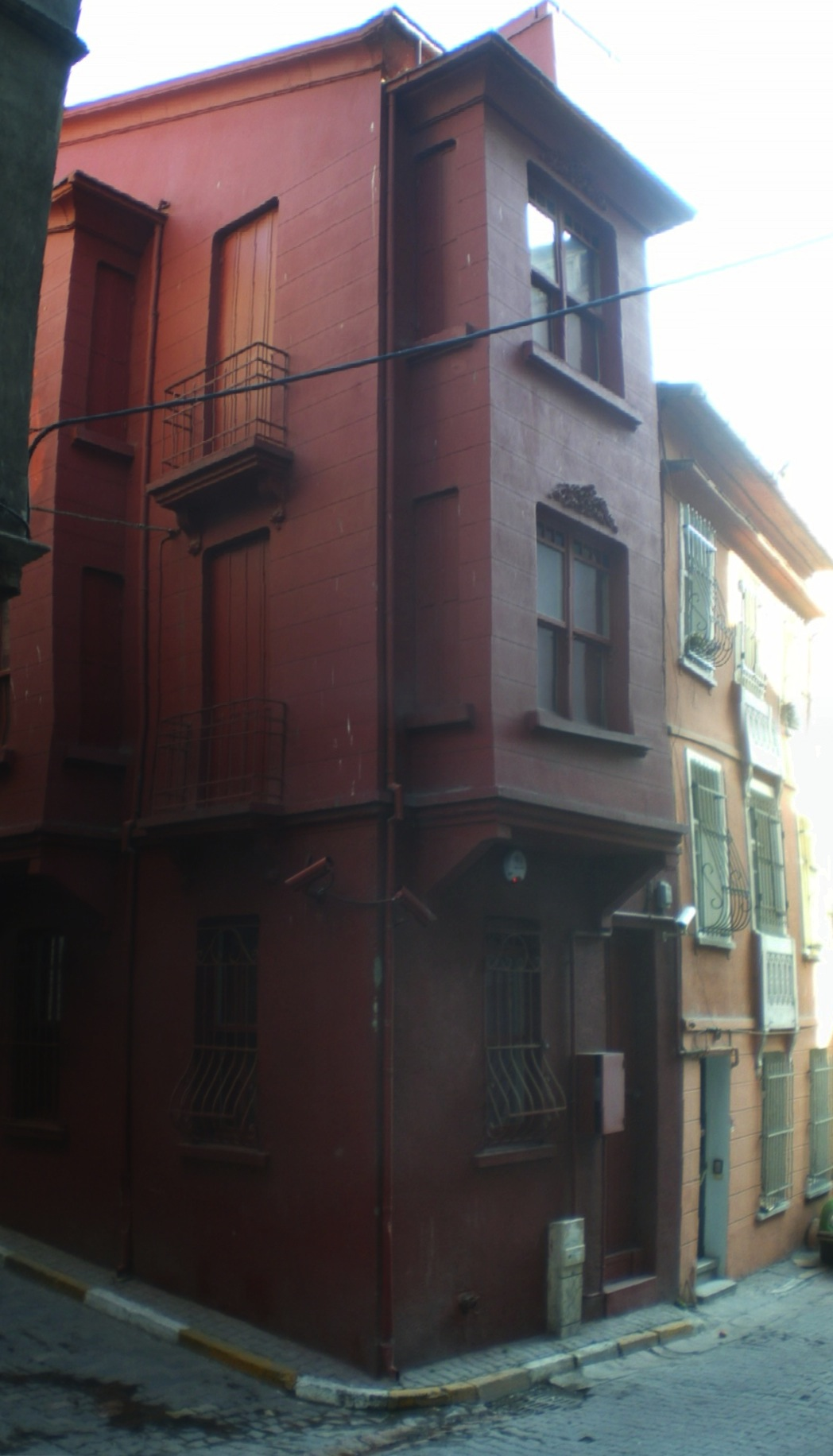
La façade du musée a Istanbul

Orhan Pamuk a créé un véritable "Musée de l'Innocence", basé sur le musée décrit dans le roman, et qui rassemble de nombreux objets dont il est question dans le récit. Le musée se trouve dans une bâtisse du quartier de Çukurcuma à Beyoğlu, Istanbul, et rassemble une collection évoquant la vie quotidienne et la culture à Istanbul au cours de la période pendant laquelle se déroule le récit. Après de multiples retards, le musée a finalement été inauguré en avril 2012. Le projet a été soutenu par Istanbul 2010 – Capitale européenne de la culture. Ce musée a obtenu le Prix du musée européen de l'année 2014.